# ケーゲルシュタット・トリオ
『ケーゲルシュタット・トリオ』（Kegelstatt Trio）は、ヴォルフガング・アマデウス・モーツァルトの作品「ピアノ、クラリネットとヴィオラのための三重奏曲」変ホ長調 K.498の愛称。
愛称の由来は、ボウリングの原型とされる「ケーゲルン（de:Kegeln）」（九柱戯とも訳される）に興じながら作曲したという言い伝えによるものである。《12の二重奏曲》K.487「ケーゲルデュエット」にも同様の逸話が伝わる。

## 概要
1786年8月5日にウィーンで作曲された。「ピアノ三重奏曲第2番」と呼ばれることもある。この一風変わった編成は、友人のクラリネット奏者アントン・シュタットラーら仲間うちで演奏するために作曲されたからだと言われる。モーツァルトはピアノの名手として有名だが、ヴィオラを弾いたことでも知られる。
モーツァルトは、友人にアントン・シュタットラーというクラリネットの名手がいたこともあり、当時発明されて間もないこの楽器に興味を持ち、幾つかのクラリネットの曲を残している。クラリネット五重奏曲K.581、クラリネット協奏曲K.622や、またオペラ「皇帝ティートの慈悲」K.621のクラリネット・ソロなどがあるが、この「ケーゲルシュタット・トリオ」はクラリネットを独立して扱ったおそらく最初の作品である。
また、クラリネット音楽としての重要性に隠れがちであるがヴィオラパートも魅力的であり、奏法的にも、一つの独立した声部としての取り扱い方からいっても、その能力を十分に発揮させた作品といえる。

## 楽曲の構成
3楽章からなり、演奏時間は約20分。
第1楽章 Andante
変ホ長調、8分の6拍子。ソナタ形式。分散和音を用いた第一主題はヴィオラとピアノのユニゾンで、順次進行を基本とした第二主題はクラリネットで提示される。短い展開部に、やや変更を加えられた再現部が続く。
第2楽章 Menuetto
変ロ長調、4分の3拍子。しっかりした足取りのメヌエット。トリオはト短調に移り、半音階的な進行と三連符の音形が活用される。
第3楽章 Rondeaux, Allegretto　
変ホ長調、4分の4拍子。ロンド形式をとるフィナーレ。豊富な楽想が次々と提示され、前二楽章よりもピアノの活躍が目立つ。

### 同一編成の楽曲
特殊な編成ではあるが、この作品に倣い同じ編成で下記の曲が作曲されている。
- ロベルト・シューマン - 「おとぎ話」（Märchenerzählungen）op.132（1853年）
- カール・ライネッケ - 三重奏曲 イ長調 Op.274（1903年頃）
- マックス・ブルッフ - 「8つの小品」Op.83 （1910年）

### モーツァルトのヴィオラの楽曲
- 協奏交響曲 変ホ長調 K.364（ヴァイオリン、ヴィオラと管弦楽）
- ヴァイオリンとヴィオラのための二重奏曲 ト長調 K.423、K.424
- 弦楽五重奏曲第3番 K.515、第4番 K.516など。